# Concarneau
Concarneau (Bretons: Konk-Kerne) is een havenstad in het Franse departement Finistère. Het ligt aan de Atlantische kust, aan het zuiden van de punt van Bretagne. De gemeente telde 20.632 inwoners op 1 januari 2022.
De gemeente heeft een jachthaven en een vissershaven. Op de visafslag van Concarneau werd in 2021 3203 ton vis verhandeld. Het is ook een badplaats met verschillende stranden.

## Geschiedenis
De plaats werd voor het eerst vermeld in 1050 en was toen een bezit van de Abdij van Landévennec.

### Versterkte plaats
De oude binnenstad van Concarneau, de Ville Close, ligt op een eiland in de natuurlijke haven en is nog geheel omsloten door de oude stadsmuren waarvan de bouw begon in de 13e eeuw. De stadsmuur en toren van de Ville Close werden in de 15e eeuw vernieuwd en aangepast aan de nieuwe artillerie. Maar tegen de 17e eeuw had de stadsverdediging haar militair nut verloren en in de plaats ervan werden forten langsheen de kust gebouwd. Toch zou het tot 1902 duren voor de stadsmuren van Concarneau door het Franse leger werden vrijgegeven.

### Visserij

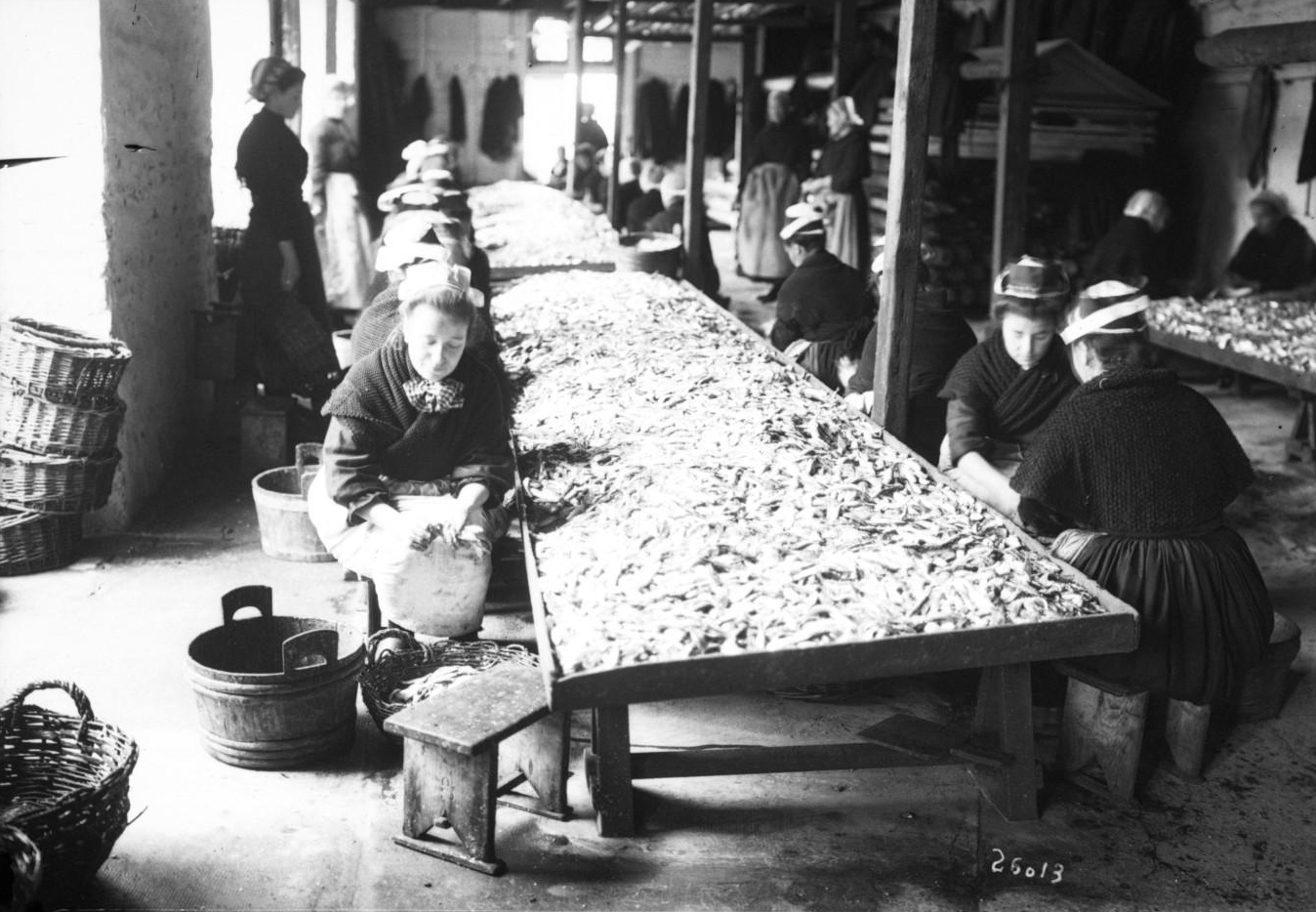
Verwerken van sardines in een conservenfabriek (1913)

In de 14e eeuw ontwikkelde Concarneau zich als vissershaven en een centrum voor de productie en handel van gedroogde vis. Vanaf de 15e eeuw werd er ook verder op zee gevist, op sardines, tussen juni en november. Vanaf het midden van de 17e eeuw werden methoden ontwikkeld om sardines te kunnen bewaren en in de 18e eeuw was Concarneau een van de rijkste sardinehavens van Frankrijk. Tussen 1840 en 1940 werden de kaaimuren gebouwd. In 1851 kwam er een eerste conservenfabriek voor sardines in Concarneau. De industrie groeide snel en trok nieuwe bewoners aan. Rond 1900 telde de gemeente 500 boten die op sardines visten en 32 conservenfabrieken. Na enkele slechte sardinejaren schakelden sommige vissers over op de vangst van tonijn en sommige conservenfabrieken op de verwerking van groenten. In 1893 kwam er een visafslag in Concarneau. In 1937 werd een nieuwe haven geopend waar grotere vissersschepen konden aanleggen. De conservenindustrie kende een neergang vanaf de jaren 1950.

### Stadsontwikkeling
In 1883 werd het spoorwegstation geopend. Dat gaf een impuls aan het ontluikende toerisme in de streek. Al in de jaren 1870 had een schilderskolonie Concarneau ontdekt. Paul Signac was een regelmatige bezoeker van de gemeente. Concarneau werd een badstad en er kwam ook aandacht en bescherming voor het militair en ander erfgoed.
In de loop van de 19e eeuw kwamen er woonwijken buiten de Ville Close. Dit oude centrum raakte stilaan ontvolkt. In 1945 fuseerde de gemeente met Beuzec-Conq en in 1959 met Lanriec.

## Stadsbeeld

Gezicht op Concarneau

In het oude stadscentrum, de Ville Close, bevinden zich vele winkels en restaurantjes waardoor het een toeristisch karakter heeft gekregen. Via een brug is het voormalige eiland met de andere delen van stad verbonden.
Aan de kust in de buurt van Concarneau zijn er mooie stranden. De stad ligt aan een baai, de Baie de La Forêt.
Vanouds leeft Concarneau van de visserij. Dit is te zien in het Musée de la Pêche in de hoofdstraat van de binnenstad. Concarneau is de derde vissershaven van Frankrijk met een flinke plaatselijke vloot, een visafslag en twee scheepswerven. De vloot bestaat uit bordentrawlers, die vissen op leng, zeeduivel, en rode poon. Daarnaast vissen kleinere dagvissers met staande netten op tong en tarbot. Regelmatig leggen in de haven van Concarneau ook grote IJslandvaarders, koelschepen, volgeladen met vis aan, in de buitenhaven voor zeeschepen. In grote netten en met kranen worden grote vissen, waaronder tonijn, op de kade voor de visafslag gelost.
De sardinevangst wordt op de op een na laatste zondag van augustus met het Fêtes des Filets Bleus gevierd.

## Geografie
De oppervlakte van Concarneau bedroeg op 1 januari 2022 41,08 vierkante kilometer; de bevolkingsdichtheid was toen 502,2 inwoners per km².
De onderstaande kaart toont de ligging van Concarneau met de belangrijkste infrastructuur en aangrenzende gemeenten.

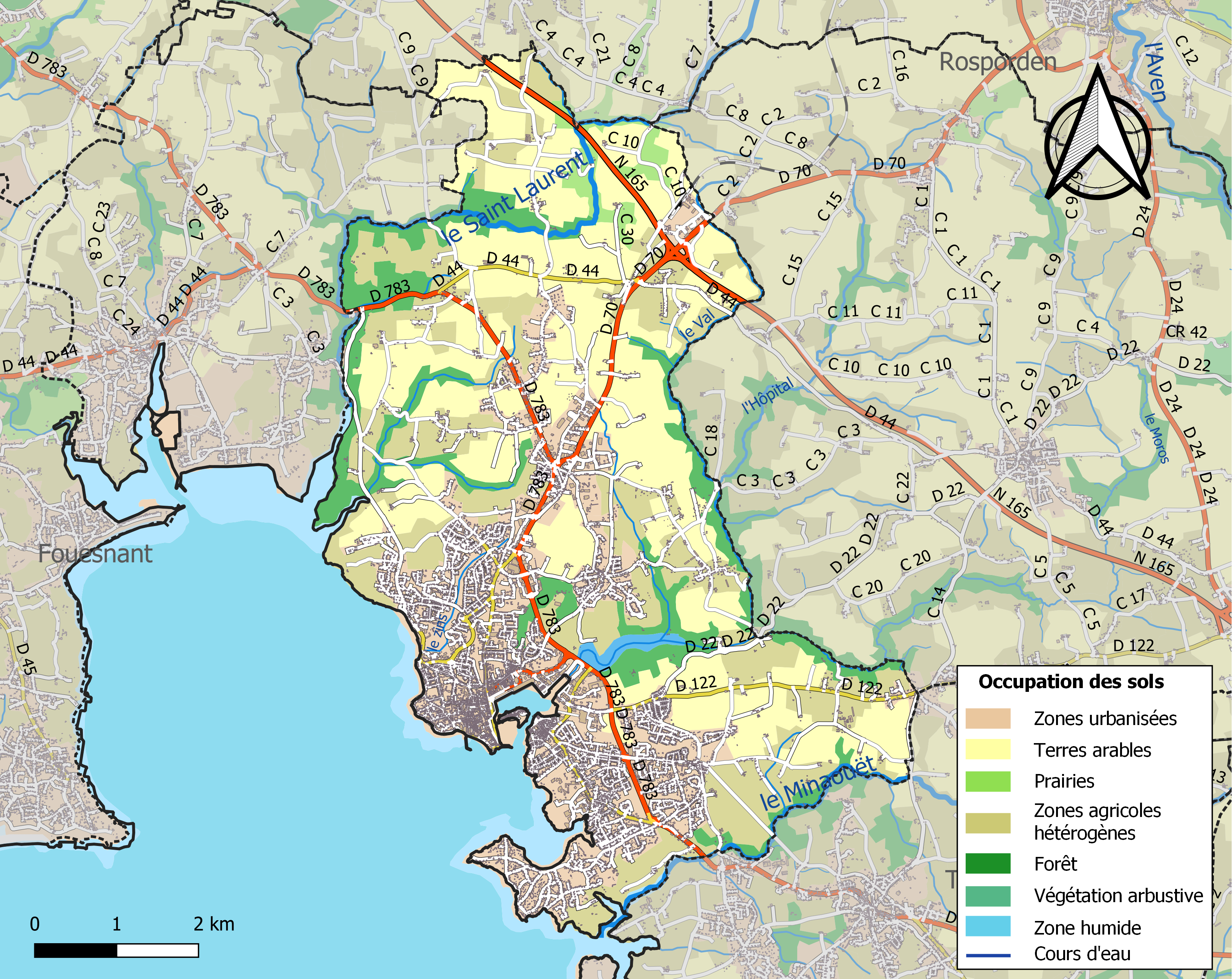

## Verkeer en vervoer
- Station Concarneau

## Sport
Concarneau was één keer etappeplaats in de wielerkoers Ronde van Frankrijk. In 1982 won de Belg Pol Verschuere er een rit.

## Demografie
De bevolking groeide van ongeveer 1.500 inwoners in 1800 naar ongeveer 8.000 in 1906. Onderstaande figuur toont het verloop van het inwonertal, bron: INSEE-tellingen.

## Afbeeldingen

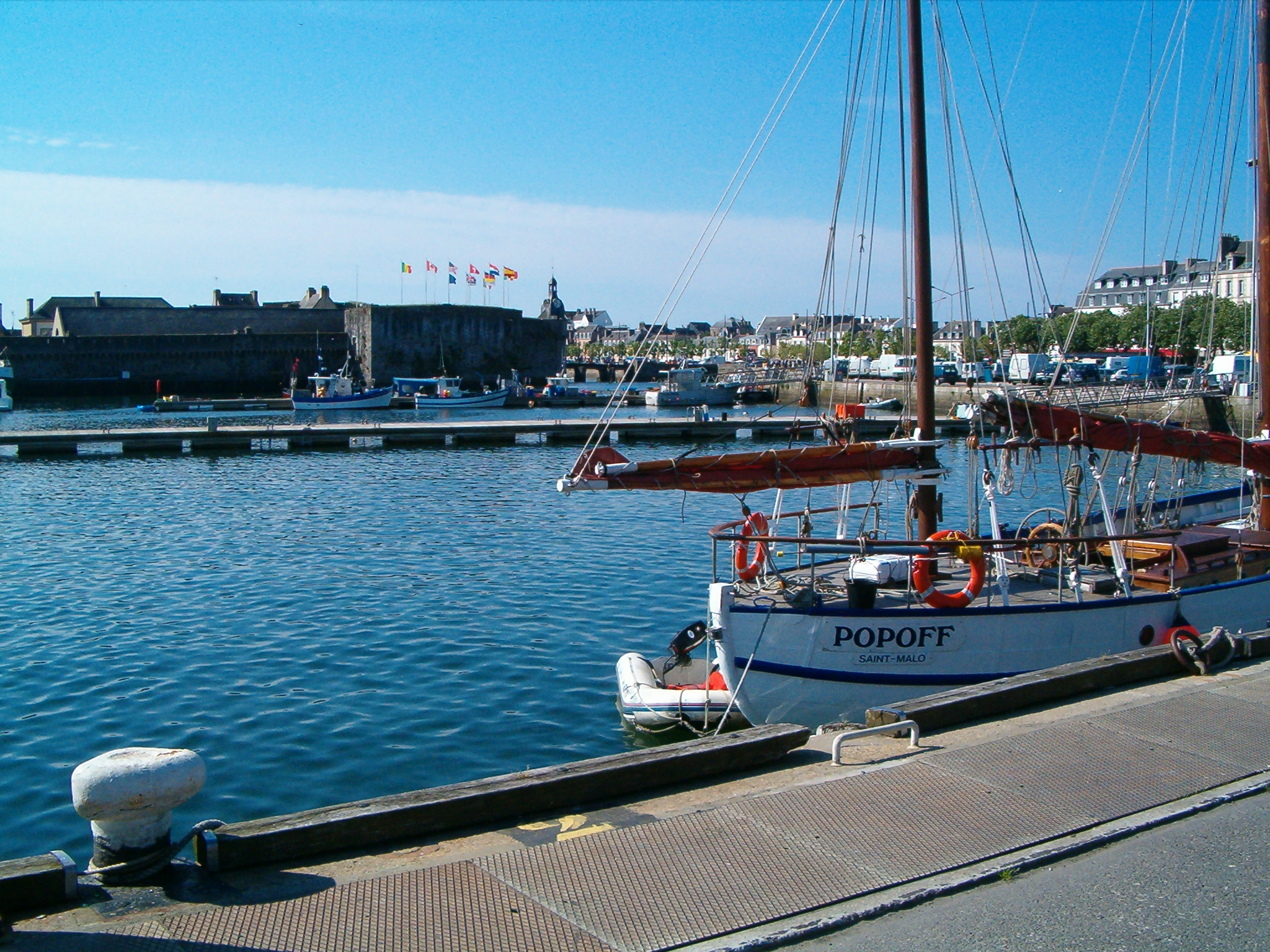
De haven
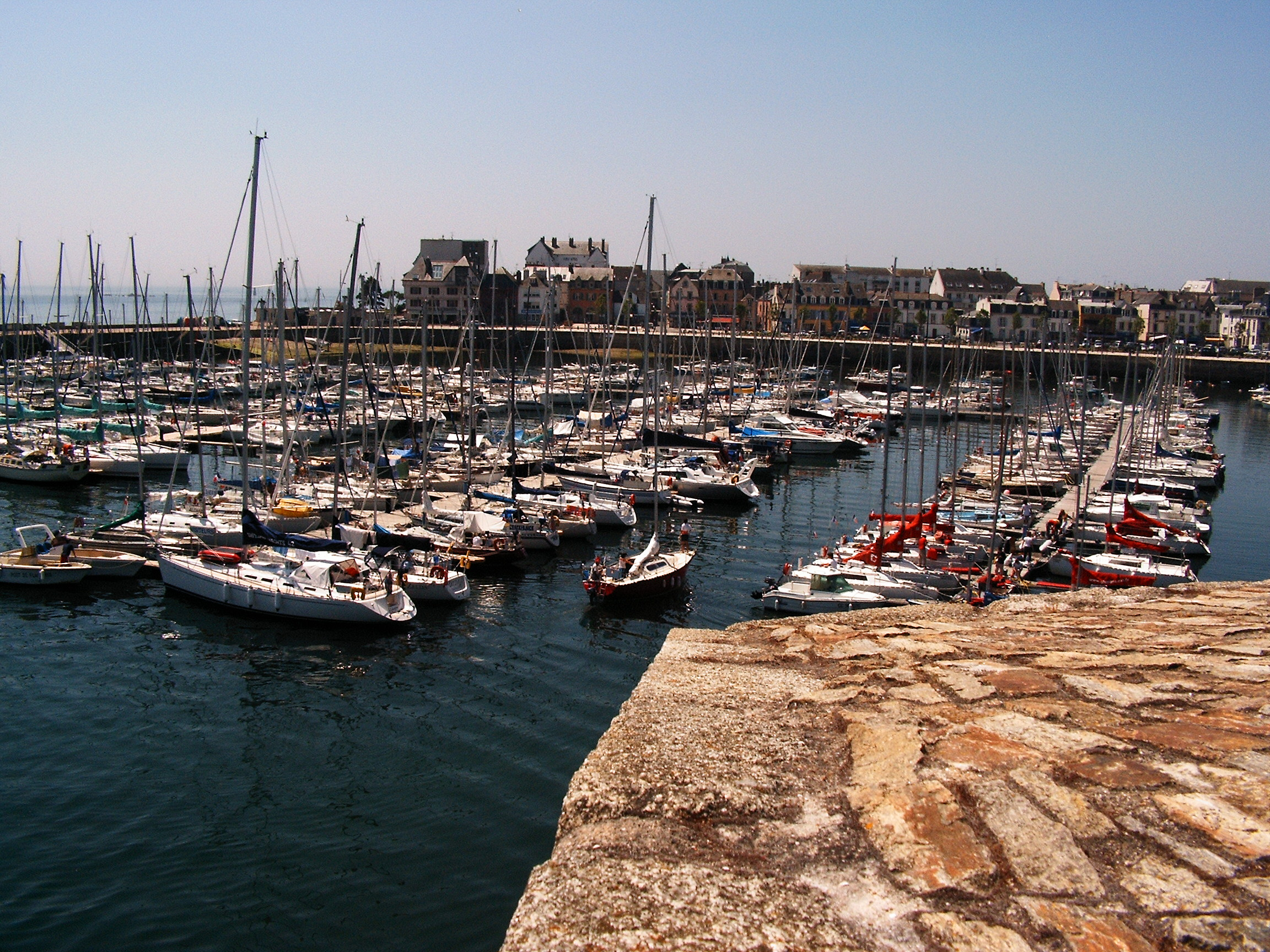
Idem
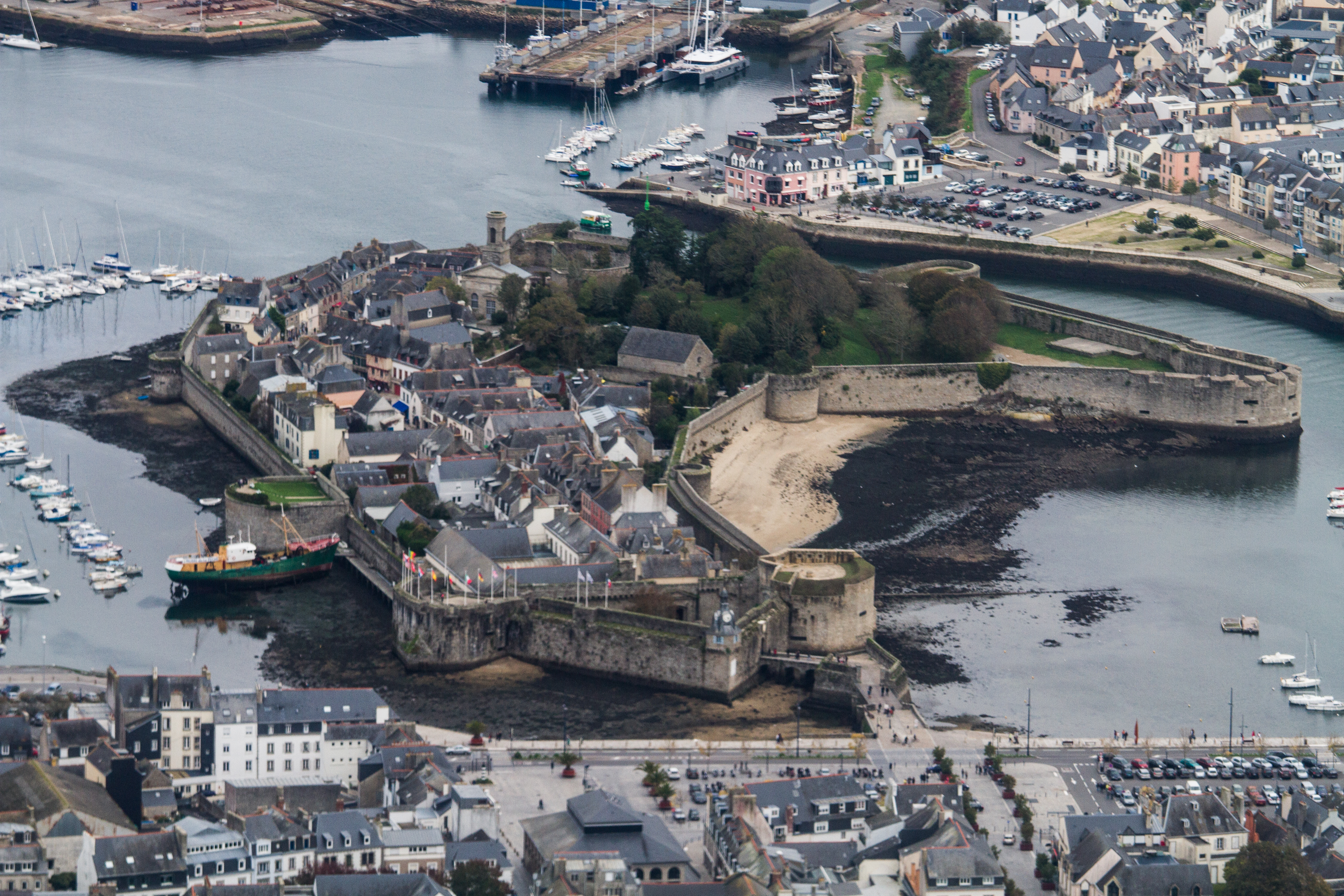
Ville Close
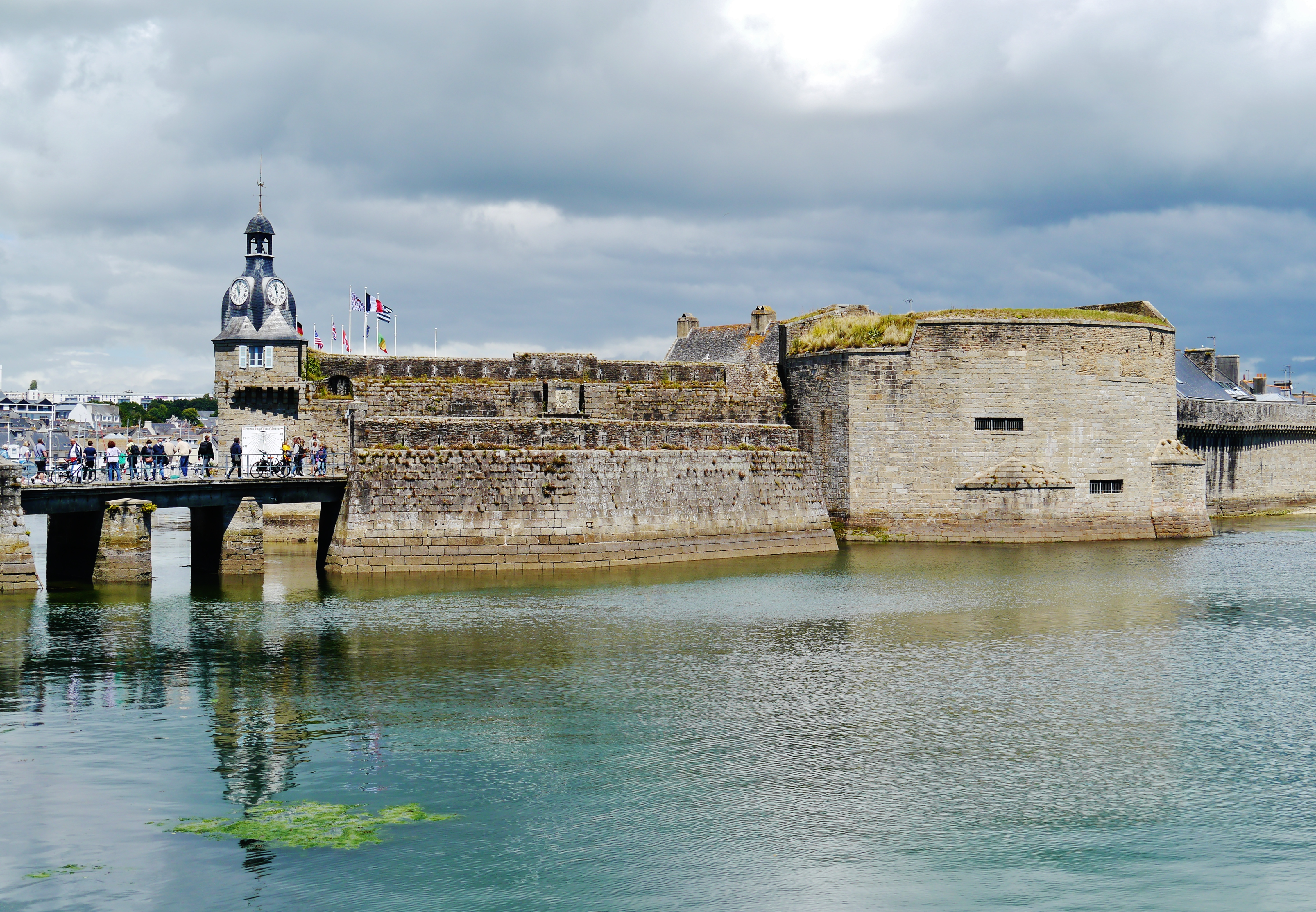
Versterkingen van de Ville Close
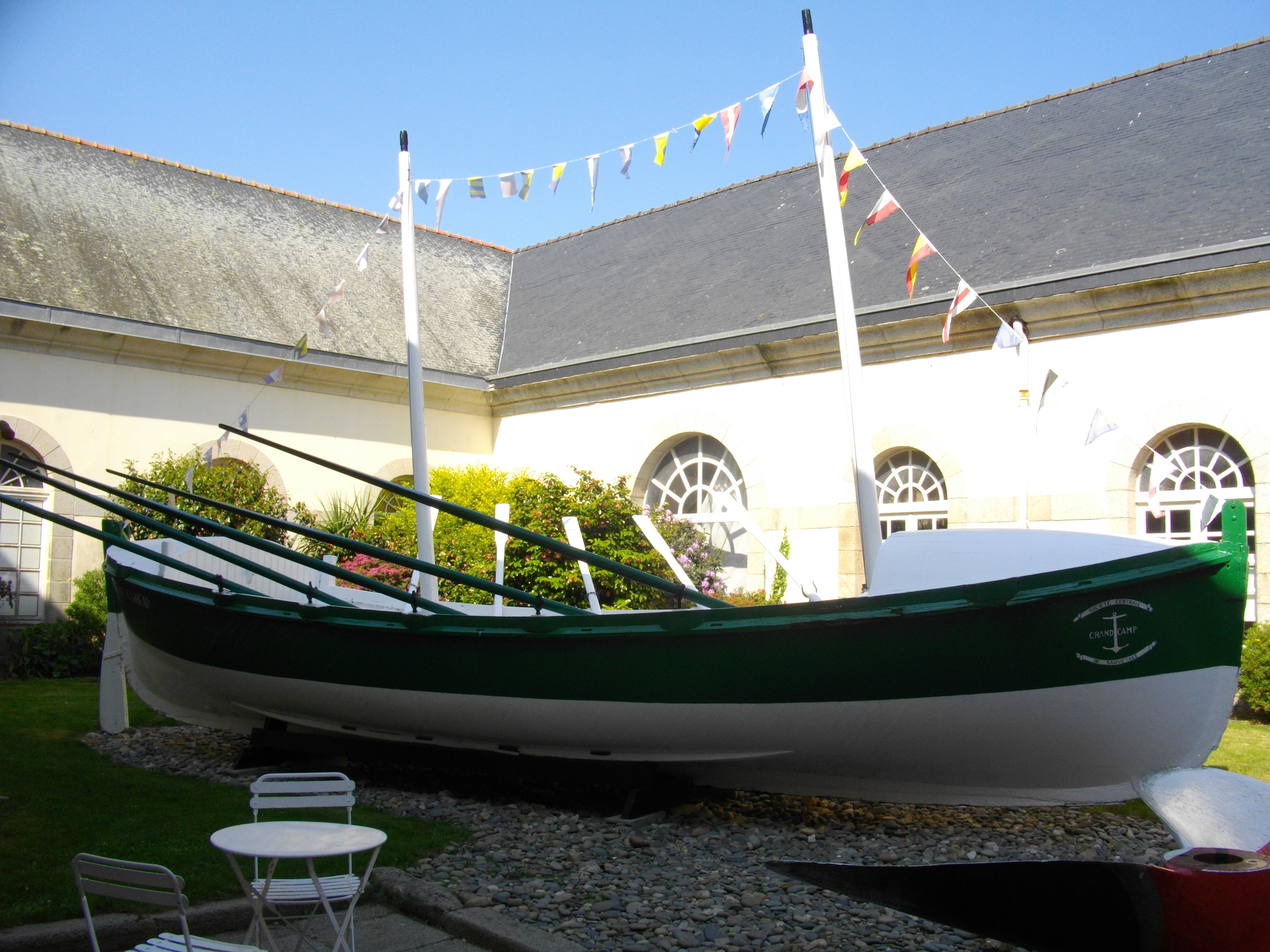
Musée de la pêche
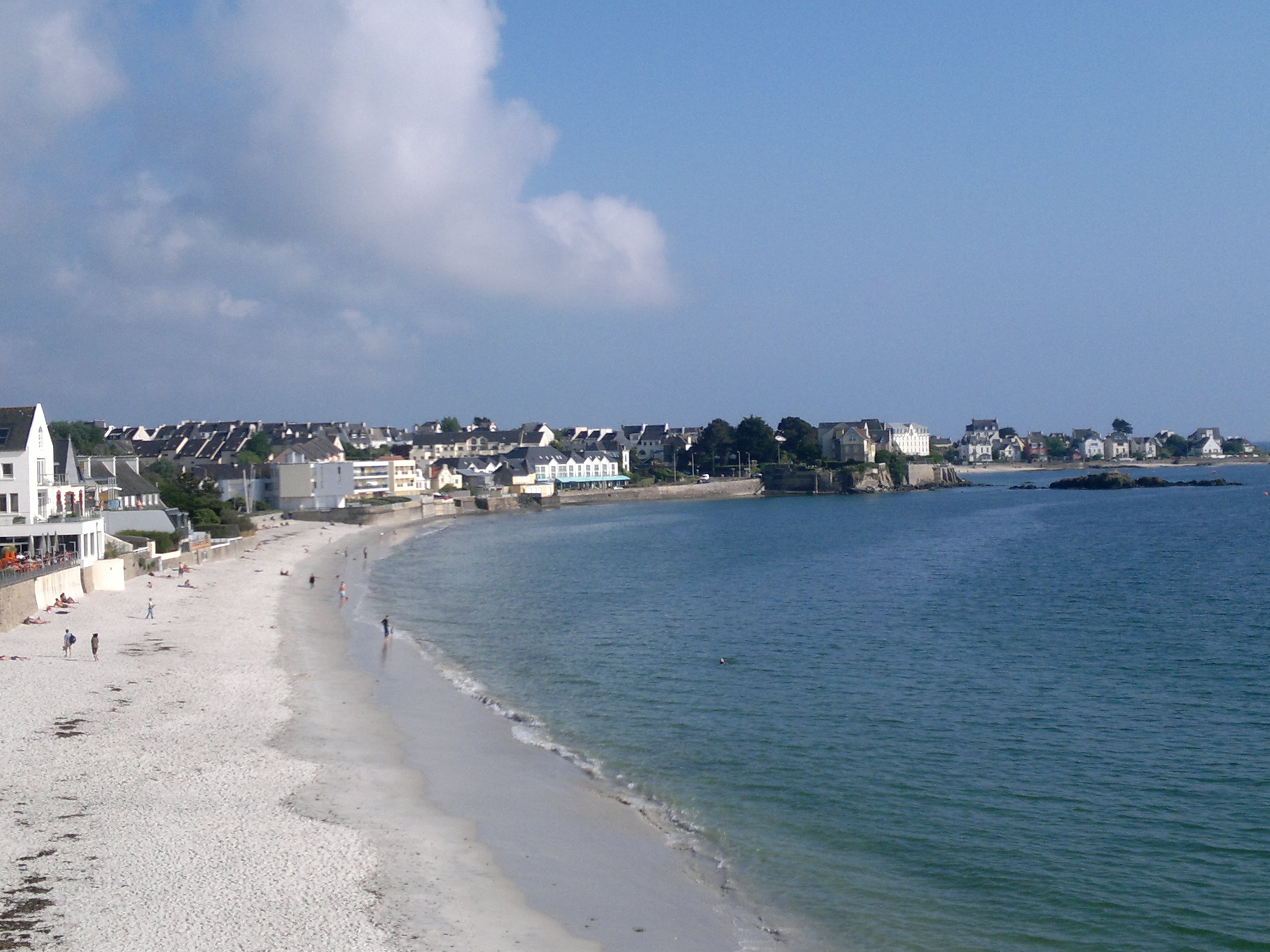
Strand

## Geboren
- Jean Marie Le Bris (1817-1872), luchtvaartpionier
- Stéphane Guivarc'h (1970), voetballer